# Stade olympique d'Achgabat
 (avril 2025).
Le stade olympique d'Achgabat est un stade multi-usage à Achgabat au Turkménistan. Il est actuellement utilisé pour la plupart des matches de football de l'équipe nationale. Le stade a une capacité de 35 000 places et a été construit en 2003.
Malgré l'utilisation du nom « Stade olympique » l'installation n'a pas été conçu dans le cadre d'une candidature pour accueillir les Jeux olympiques, pas plus qu'il n'a été utilisé dans de tels jeux.
En 2007, le gouvernement décide d'agrandir le stade pour porter sa capacité à 60 000 spectateurs.